# Levens (Alpy Nadmorskie)

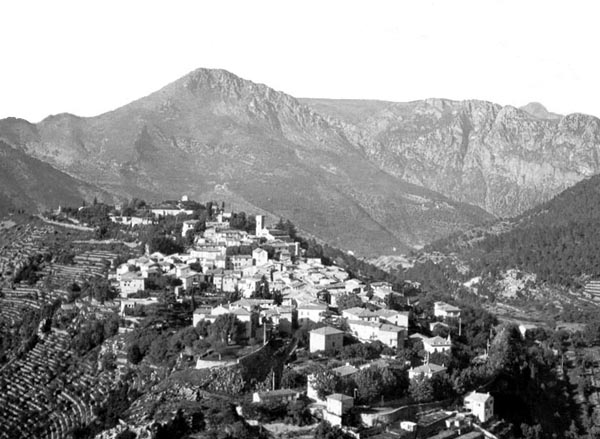
Na 1960

Levens – miejscowość i gmina we Francji, w regionie Prowansja-Alpy-Lazurowe Wybrzeże, w departamencie Alpy Nadmorskie.
Według danych na rok 1990 gminę zamieszkiwało 2686 osób, a gęstość zaludnienia wynosiła 90 osób/km² (wśród 963 gmin regionu Prowansja-Alpy-W. Lazurowe Levens plasuje się na 221. miejscu pod względem liczby ludności, natomiast pod względem powierzchni na miejscu 340.).
- Hymn na Levens.
- Carillons na Levens.